# EM i håndbold 2028 (mænd)
|  | Denne artikel indeholder information om en fremtidig sportsbegivenhed Der kan forekomme spekulativ information, og indholdet kan ændres dramatisk når arrangementet nærmer sig og mere information bliver tilgængelig. |

Europamesterskabet i håndbold for mænd 2028 bliver den 18. udgave af EM i håndbold for mænd arrangeret af European Handball Federation. Slutrunden skal spilles i Portugal, Spanien og Schweiz.
Værterne har foreslået, at slutrunden afholdes I Lissabon (Portugal), Basel, Lausanne, Zürich (Schweiz), Valencia, Barcelona og Madrid (Spanien). Slutkampene kan blive spillet i Madrid eller Barcelona.